# 米茲帕 (新澤西州)
米茲帕（英語：Mizpah）是位於美國新澤西州大西洋縣的普查規定居民點。

## 人口
根據2020年美國人口普查的數據，米茲帕的面積為4.23平方千米，皆為陸地。當地共有人口479人，而人口密度為每平方千米113.24人。